# Општина Калугарени (Прахова)
Калугарени (рум. Călugăreni) општина је у Румунији у округу Прахова.
Oпштина се налази на надморској висини од 281 m.